# Liste di slavi e di tedeschi
Le Liste di slavi e di tedeschi sono state liste elettorali italiane formatesi dopo l'inizio della XXVI legislatura del Regno d'Italia in seguito alle elezioni politiche del 1921.
Dopo la prima guerra mondiale in seguito all'incorporazione nel Regno d'Italia di gruppi etnici allogeni, alle elezioni si presentarono liste rappresentanti questi gruppi, liste di slavi e di tedeschi in rappresentanza dei sudtirolesi e di altre minoranze germanofone della parte del Tirolo storico annesso all'Italia e degli slavi (croati e sloveni) della Venezia Giulia.
Gli animatori della Concentrazione slava a Trieste erano Josip Vilfan e Josip Lavrencik. 
A Bolzano il leader del movimento autonomista era Eduard Reut-Nicolussi appoggiato da Karl Tinzl, tutti i membri sudtirolesi erano del Deutscher Verband.
Alle elezioni del 1921 le liste ottennero l'1,8% per un totale di 88.648 voti e furono eletti 9 deputati su 26 candidati, mentre a quelle del 1924 lo 0,87% per un totale di 62.491 voti e furono eletti 4 deputati su 9 candidati.
Il simbolo della lista nel 1924 era una pianta di gnafalio in fiore, tipica delle zone alpine.

## Storia
Nel novembre 1918 l'Italia alla fine della prima guerra mondiale occupò il Tirolo storico fino al passo del Brennero, il Litorale austriaco e la Dalmazia, in seguito ai trattati di Saint-Germain-en-Laye del 1919 e di Rapallo del 1920 che portarono all'annessione di tutto il territorio occupato più la città di Zara e alcune isole dalmate (con ritocchi del suo confine nel 1924 dopo il trattato di Roma con l'annessione di Fiume) che avevano territori di maggioranza germanofona (come il Sud Tirolo) o slava (soprattutto slovena e croata) come l'interno della Venezia Giulia e dell'Istria.

### Elezioni del 1921
Nelle elezioni del 1921 le Liste di slavi e tedeschi si presentarono con nomi diversi nei collegi di Bolzano, Gorizia, Parenzo, Trento e Trieste. Nel collegio di Bolzano si presentò con il nome di Blocco dei partiti tedeschi con Eduard Reut-Nicolussi, Karl Tinzl, Wilhelm Walther e Friedrich von Toggenburg; tutti i candidati vennero eletti deputati e la lista ottenne più del 90% voti di circoscrizione. Nel collegio di Gorizia si presentò con il nome di Concentrazione slava con Giuseppe Wilfan, Carlo Podgornik, Virgilio Scek, Giuseppe Lavrencic e Francesco Pojanec; furono eletti Wilfan, Podgornik, Scek e Lavrencic e la lista fu la più votata con ben il 60% di voti. Nel collegio di Parenzo si presentarono i candidati Giuseppe Wilfan, Ulisse Stanger, Stojan Brajsa, Giovanni Stari, Francesco Flego e Tomaso Herak; la lista fu la seconda più votata con oltre il 21% di voti e elesse solo Wilfan come deputato, anche a causa delle intimidazioni fasciste atte a scoraggiare il voto etnico. Nel collegio di Trento si presentarono con il nome di Autonomista tirolese Benignus Testor, Franz Kostner, Josef Demetz oltre a Toggenburg, Reut-Nicolussi, Walther e Tinzl (questi ultimi presenti anche nel collegio di Bolzano). ma la lista prese solo il 4,47% di voti e fu la meno votata. Nel collegio di Trieste si presentò con il nome di Concentrazione slava con candidati Edoardo Slavik, Giuseppe Matteo Zlobec, Giovanni Kjuder e Enrico Pertot; nessuno venne eletto, dato che la lista prese meno del 9% di voti e risultò la meno votata.
Le elezioni del 1921 si svolsero in Venezia Giulia in un'atmosfera di grande tensione tra fascisti e la maggioranza slava della regione infatti ci furono scontri e anche intimidazioni fasciste soprattutto in Istria mentre a Idria la sezione del partito comunista invitò a votare Pojanec mentre a Trieste la Concentrazione slava non presentò candidati di rilievo quindi parte della comunità slovena votò il comunista Nicola Bombacci che venne eletto deputato ma poi aderì al fascismo e seguì Mussolini fino alla fine.

### Elezioni del 1924
Nelle elezioni del 1924 si candidarono nella circoscrizione Veneto, che comprendeva l'odierno Veneto e il Trentino-Alto Adige, Karl Tinzl, Paul Sternbach e Ignaz Mumelter mentre nella circoscrizione Venezia Giulia che comprendeva il Friuli e la Venezia Giulia (compresa la provincia di Zara in Dalmazia) si candidarono Giuseppe Wilfan, Egilberto Besednjak, Ulisse Stanger, Stojan Braisa, Antonio Podgornik e Giuseppe Biteznik. In Veneto Tinzl fu il più votato con 413 preferenze, al secondo Sternbach con 86 e al terzo (non eletto) Mumelter con solo 27; in Venezia Giulia Besednjak fu il più votato con ben 14.120 preferenze, Besednjak ne ottenne 13.719, mentre Stanger non fu eletto nonostante i 13.311 voti, assieme a Biteznik (1.200 voti), Brajsa (1.095 voti) e Podgornik (722 voti).

### L'inizio della dittatura fascista
Il 6 novembre 1926 Mussolini sciolse tutti i partiti d'opposizione al Partito Nazionale Fascista compresa quindi anche la Lista di slavi e di tedeschi con il Regio decreto n. 1848 Testo unico delle leggi di pubblica sicurezza parte delle cosiddette Leggi fascistissime anche se i deputati slavi e tedeschi rimasero nella Camera dei deputati fino al 1927 quando venne definitivamente esautorato lo stato liberale dal fascismo.

## Risultati elettorali

### Politiche
|                |        | Voti   | %    | Seggi   |
| Politiche 1921 | Camera | 88.648 | 1,34 | 9 / 535 |
| Politiche 1924 | Camera | 62.491 | 0,87 | 4 / 535 |

## Risultati per circoscrizione o collegio
|                |                               | Voti   | %     | Seggi alla Camera | Candidati |
| Politiche 1921 | Collegio di Bolzano           | 36.664 | 90,17 | 4 / 535           | Eduard Reut-Nicolussi Karl Tinzl Wilhelm Walther Friedrich von Toggenburg                                            |
| Politiche 1921 | Collegio di Gorizia           | 34.639 | 60,02 | 4 / 535           | Giuseppe Wilfan Carlo Podgornik Virgilio Scek Giuseppe Lavrencic Francesco Pojanec                                   |
| Politiche 1921 | Collegio di Parenzo           | 11.215 | 21,43 | 1 / 535           | Giuseppe Wilfan Ulisse Stanger Stojan Brajsa Giovanni Stari Francesco Flego Tomaso Herak                             |
| Politiche 1921 | Collegio di Trento            | 3.200  | 4,47  | 0 / 535           | Benignus Testor Franz Kostner Josef Demetz Eduard Reut-Nicolussi Karl Tinzl Wilhelm Walther Friedrich von Toggenburg |
| Politiche 1921 | Collegio di Trieste           | 2.930  | 8,79  | 0 / 535           | Edoardo Slavik Matteo Giuseppe Zlobec Giovanni Kjuder Enrico Pertot                                                  |
| Politiche 1924 | Circoscrizione Veneto         | 32.644 | 4,94  | 2 / 535           | Paul Sternbach Karl Tinzl Ignaz Mumelter                                                                             |
| Politiche 1924 | Circoscrizione Venezia Giulia | 29.847 | 11,12 | 2 / 535           | Giuseppe Wilfan Egilberto Besednjak Ulisse Stanger Stojan Brajsa Antonio Podgornik Giuseppe Biteznik                 |

## Nelle istituzioni

### Camera dei Deputati
| XXVI legislatura del Regno d'Italia  |
| ------------------------------------ |
| 9 deputati                           |
| XXVII legislatura del Regno d'Italia |
| 4 deputati                           |